# バレーボール日本男子代表
バレーボール男子日本代表（バレーボールだんしにほんだいひょう）は、国際大会で編成される日本の男子バレーボールのナショナルチーム。2018年度までは、日本バレーボール協会での正式名称は全日本男子バレーボールチーム（ぜんにほんだんしバレーボールチーム）であったが、2019年1月にバレーボール男子日本代表に変更された。

## 歴史
アジア選手権で最多優勝10回を誇る男子日本代表は、アジアを代表する古豪チームでもある。
1927年に大日本排球協會が設立され、1951年に国際バレーボール連盟へ加盟。
1960年世界選手権（第4回大会）に初出場を果たすと、1960年代から1970年代にかけて世界の強豪国として活躍し1964年東京オリンピックで銅メダル、1968年メキシコオリンピックでも銀メダルを獲得した。東欧の強豪・東ドイツを破り、金メダルを獲得した1972年ミュンヘンオリンピックでは、準決勝のブルガリア戦でセットカウント0-2からの逆転劇を演じ、当時メディアからは「ミュンヘンの奇跡」と呼ばれた
。
その後、1980年代（川合俊一・熊田康則・井上謙らのブームはあったものの）から2000年代にかけて長い低迷の時期を迎えた。1996年アトランタオリンピック以降、3大会連続でオリンピック出場権を失っていたが、北京オリンピック世界最終予選において、16年ぶりのオリンピック出場を決めた。だが、2008年北京オリンピックでは5戦全敗で1次リーグで敗退、11位タイという結果に終わった。オリンピックで1勝もできなかったのはこれが初めてであった。
翌年の2009年ワールドグランドチャンピオンズカップ（グラチャンバレー）では1977年ワールドカップの銀メダル獲得以来、主要国際大会において32年ぶりとなる銅メダルを獲得したが、金メダルのブラジルや銀メダルのキューバにもストレート負けを喫するなど、課題も残した。2010年バレーボール男子世界選手権では2次リーグで敗退して前回の8位を下回る13位タイに終わった。翌年の2011年バレーボール・ワールドリーグでは1勝11敗の15位に終わるも、福島第一原子力発電所事故の影響ですべてアウェーの試合だったことを考慮され、プレーオフ免除で2012年の出場が認められた。2011年バレーボール男子アジア選手権では5位に終わり、4大会ぶりにメダルを逃した。2011年ワールドカップバレーボールは開幕5連敗に始まり、エジプトと中国に2勝したのみで過去最低タイの10位に終わり、勝つチャンスをミスで不意にしてしまう勝負弱さを露呈した。ロンドン五輪最終予選では、昨年のW杯の惨敗を受けてサーブやブロックの強化を図り、その成果は所々で現れてはいたが大事なところで勝ち点を取りこぼし、最終戦直前にオーストラリアがアジア枠で出場権を獲得したため、日本代表の敗退が確定して消化試合となったイラン戦でもストレート負けに終わった。
2013年より代表初の外国人監督として、かつてアメリカ代表のコーチを務めたゲーリー・サトウ（ アメリカ合衆国）が就任した。が、成績不振のため2014年2月5日付でゲーリー監督を解任し、後任の監督に南部正司が就任したことが発表された。南部監督は2015年4月、石川祐希、柳田将洋、髙橋健太郎、山内晶大の若手4選手を次世代の日本代表のリーダー候補として「NEXT（ネクスト）4」と命名すると発表した。彼らをキャラクター化したコメディタッチのミニアニメ『ガンバレー部NEXT!』も同年、フジテレビで放送された。「NEXT4」らが出場した9月のワールドカップの男子大会は徐々に観客数が増え、顕著には視聴率には直結しなかったものの中盤からは会場（Aサイト）が連日満員となった。ところが翌年の2016年6月、リオデジャネイロ五輪最終予選では4敗した5日目の時点で日本代表の五輪出場の夢が絶たれた。試合中に両エースである柳田・石川の負傷もあった。
2017年、中垣内祐一監督の就任にあわせて元フランス代表のフィリップ・ブランがコーチを務めた。2019年ワールドカップバレーボールでは初となる5連勝を含めて8勝3敗で終え、28年ぶりの4位となった。
2021年8月1日東京オリンピックでバレーボール男子の1次リーグ最終戦が行われ、A組の日本男子はイランに3―2で競り勝ち通算3勝2敗の同組3位で準々決勝に進んだ。日本男子の8強入りは1992年のバルセロナ五輪以来、29年ぶりの快挙となった。
2021年10月14日、中垣内監督のもとでコーチを務めたブランが日本代表の次期監督に内定したことが日本バレーボール協会から発表された。
2023年FIVB男子バレーボールネーションズリーグでは、予選ラウンド　ブラジル戦でフルセットの末、30年ぶりにブラジルに勝利。予選ラウンドを10勝2敗の2位で通過。決勝ラウンド準々決勝ではスロベニアをストレートで勝利し、VNL初のベスト4に進出。準決勝ではポーランドに1-3で敗れたが、3位決定戦でイタリアにフルセットの末勝利し、1977年ワールドカップ以来46年ぶりに世界大会でメダルを獲得。
2023年9月30日〜10月8日に行われたパリ五輪出場をかけたバレーボールのワールドカップでフィンランド、エジプト、チュニジア、トルコ、セルビア、スロベニア、アメリカと対戦した。10月7日に行われた第6戦　スロベニア戦でセットカウント3ー0（25-21、25‐22、25‐18）でストレート勝ちを収めた。セット率でスロベニアを上回るため最終戦を残しプールBの2位が決定。すでに1位を決めていたアメリカに続き、パリ五輪出場権を獲得した。
2024年FIVB男子バレーボールネーションズリーグでは、予選ラウンドを9勝3敗で4位通過。準々決勝では予選で敗れたカナダと激突し、ストレートで勝利。準決勝は予選で唯一日本が勝利したスロベニアと対決し、こちらもストレートで勝利し、VNL初の決勝進出かつ1972年ミュンヘンオリンピック以来52年ぶりの世界大会決勝進出。決勝は予選で勝利したフランスと対決したが、1-3で敗れ、惜しくも52年ぶりの世界大会金メダルにはならなかったが、2年連続VNLメダル獲得かつ、1977年ワールドカップ以来、世界大会47年ぶりの銀メダルとなった。
詳細は、FIVB パリ五輪予選 ワールドカップバレー2023を参照。

### 呼称について
かつては競技スポーツ全般において、日本のナショナルチームを「全日本」と呼ぶことが通例であったが他の競技ではこの呼称は使われなくなってきており、バレーボールに関しても報道機関によっては「日本代表」と呼称している場合があった。日本バレーボール協会では2018年までの「全日本」「全日本チーム」という呼称を変更し、2019年より「日本代表」という呼称を使用することとした。
日本バレーボール協会では、「監督名＋ジャパン」のような（例: 「植田ジャパン」）メディアからの番組放送上の呼称発信ではなく、協会が自らキャッチフレーズを提唱することを決定している。2009年3月から4月にかけてチームの愛称を公募した。2009年6月、一般公募の中から協会での選考の結果、チームの愛称を「龍神NIPPON」とすることを表明した。のちに龍をモチーフにした、キッズバージョンのキャラクター「龍神くん」も登場した（女子は「火の鳥ちゃん」）。
2024年4月、愛称「龍神NIPPON」は廃止された。

### ユニフォームについて

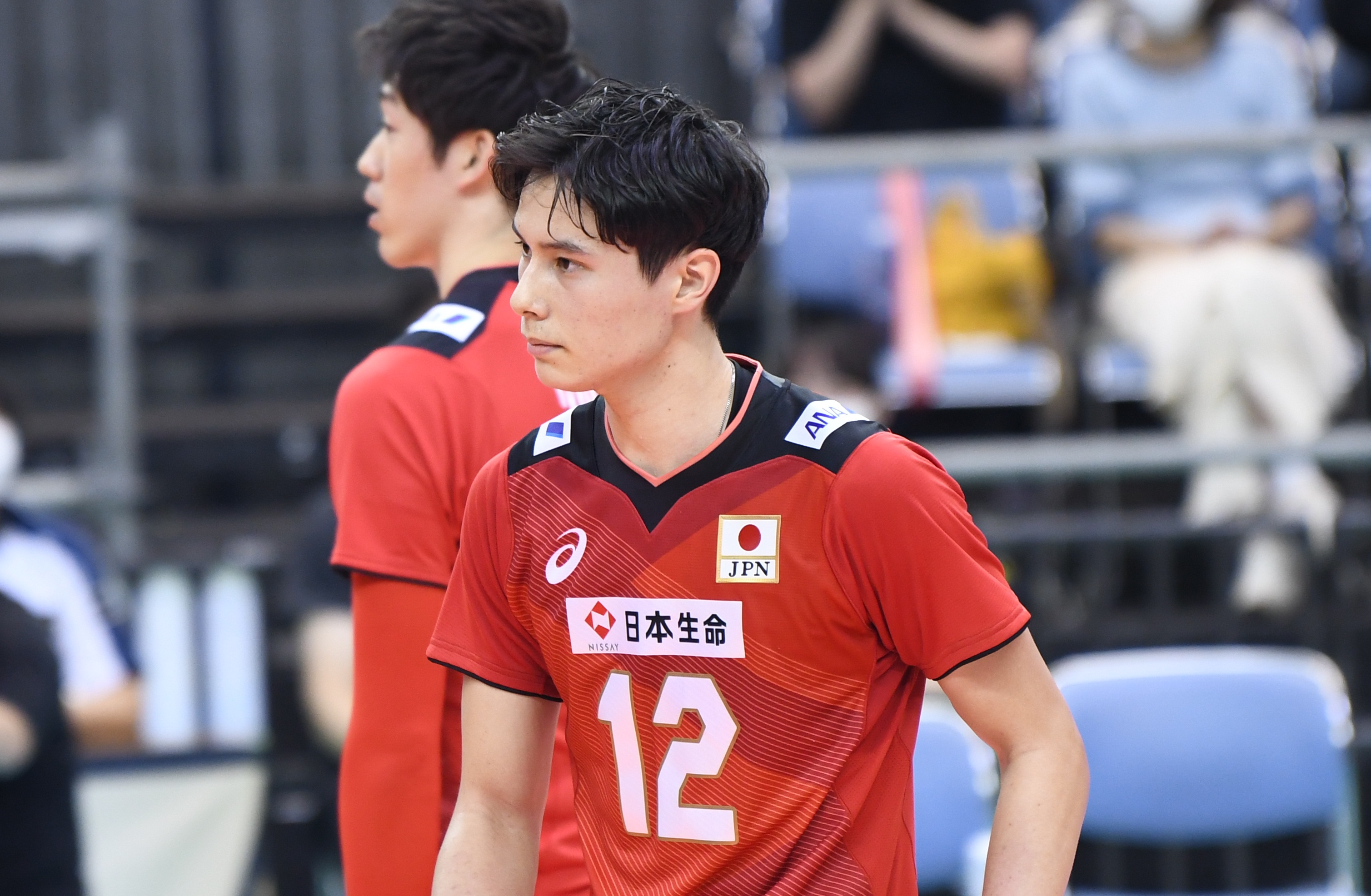
日本代表のユニフォーム（2021年、髙橋藍）

女子に遅れること6年、男子も2009年のグラチャンバレーから、ノースリーブ型を採用した。
東日本大震災が発生した2011年、ワールドカップで着用したユニフォームのデザインテーマはTSUBASA（ツバサ）。左胸（日の丸の上部）に、こころはひとつと、女子同様に縫いつけられた。
2013年、ユニフォームが半袖に変わった（戻った）。黒い長袖のアンダーシャツを着用する選手も数名出てきた。
サプライヤーのアシックスは、2020年東京五輪に向けて「Star cluster（星団）」をコンセプトに定め、2017年は「Light emission（発光）」をテーマにフラッシュイエローの新色を採用した（他の2パターンは従来通り赤と白で、黒は休止）。

## 過去の成績

### アジア選手権の成績
- 1975年 - 優勝
- 1979年 - 3位
- 1983年 - 優勝
- 1987年 - 優勝
- 1989年 - 準優勝
- 1991年 -優勝
- 1993年 - 3位
- 1995年 - 優勝
- 1997年 - 準優勝
- 1999年 - 4位
- 2001年 - 3位
- 2003年 - 6位
- 2005年 - 優勝
- 2007年 - 準優勝
- 2009年 - 優勝
- 2011年 - 5位
- 2013年 - 4位
- 2015年 - 優勝
- 2017年 - 優勝
- 2019年 - 3位
- 2021年 - 準優勝
- 2023年 - 優勝

### オリンピックの成績[33]
- 1964年 - 銅メダル
- 1968年 - 銀メダル
- 1972年 - 金メダル
- 1976年 - 4位
- 1980年 - 最終予選敗退
- 1984年 - 7位
- 1988年 - 10位
- 1992年 - 6位
- 1996年 - 最終予選敗退
- 2000年 - 最終予選敗退
- 2004年 - 最終予選敗退
- 2008年 - 11位
- 2012年 - 最終予選敗退[34]
- 2016年 - 最終予選敗退
- 2020年 - 7位
- 2024年 - 7位

### 世界選手権の成績
- 1949年 - 不参加
- 1952年 - 不参加
- 1956年 - 不参加
- 1960年 - 8位
- 1962年 - 5位
- 1966年 - 5位
- 1970年 - 銅メダル
- 1974年 - 銅メダル
- 1978年 - 11位
- 1982年 - 4位
- 1986年 - 16位
- 1990年 - 11位
- 1994年 - 9位
- 1998年 - 15位
- 2002年 - 9位
- 2006年 - 8位
- 2010年 - 13位
- 2014年 - アジア予選敗退
- 2018年 - 17位
- 2022年 - 12位

### ワールドカップの成績
- 1965年 - 4位
- 1969年 - 準優勝
- 1977年 - 準優勝
- 1981年 - 6位
- 1985年 - 6位
- 1989年 - 6位
- 1991年 - 4位
- 1995年 - 5位
- 1999年 - 10位
- 2003年 - 9位
- 2007年 - 9位
- 2011年 - 10位
- 2015年 - 6位
- 2019年 - 4位
- 2023年 - 準優勝

### ワールドグランドチャンピオンズ杯の成績
- 1993年 - 4位
- 1997年 - 5位
- 2001年 - 5位
- 2005年 - 4位
- 2009年 - 3位
- 2013年 - 6位
- 2017年 - 6位

### ワールドリーグ・ネーションズリーグの成績
- 1990年 - 6位
- 1991年 - 7位
- 1992年 - 10位
- 1993年 - 6位
- 1994年 - 8位
- 1995年 - 8位
- 1996年 - 9位
- 1997年 - 12位
- 1998年 - 不出場
- 1999年 - 不出場
- 2000年 - 不出場
- 2001年 - 9位
- 2002年 - 13位
- 2003年 - 13位
- 2004年 - 10位
- 2005年 - 10位
- 2006年 - 13位
- 2007年 - 13位
- 2008年 - 6位
- 2009年 - 15位
- 2010年 - 予選敗退
- 2011年 - 15位
- 2012年 - 15位
- 2013年 - 18位
- 2014年 - 19位
- 2015年 - 13位
- 2016年 - 24位
- 2017年 - 14位
- 2018年 - 12位
- 2019年 - 10位
- 2021年 - 11位
- 2022年 - 5位
- 2023年 - 3位
- 2024年 - 2位
- 2025年 - 6位

## 現在の代表
過去の代表は「日本男子バレーボール代表選手の一覧」を参照。
2025年度の代表登録メンバーは下記の通り。
| 監督       | ロラン・ティリ | 公益財団法人日本バレーボール協会   |
| コーチ     | 伊藤健士       | 大阪ブルテオン                     |
| コーチ     | 深津貴之       | ウルフドッグス名古屋               |
| コーチ     | 坂梨朋彦       | 広島サンダーズ                     |
| コーチ     | 真保綱一郎     | ジェイテクトSTINGS愛知             |
| S&Cコーチ  | 村島陽介       | 大阪ブルテオン                     |
| S&Cコーチ  | 辻直幸         | ハイパフォーマンススポーツセンター |
| アナリスト | 池原賢         | 日本製鉄堺ブレイザーズ             |
| アナリスト | 岩沢恭冴       | 大阪ブルテオン                     |

| No. | P     | 選手名             | 身長  | 所属                               |
| --- | ----- | ------------------ | ----- | ---------------------------------- |
| 1   | OP    | 西田有志           | 186cm | 大阪ブルテオン                     |
| 2   | MB    | 小野寺太志         | 202cm | サントリーサンバーズ大阪           |
| 3   | S     | 深津英臣           | 181cm | ウルフドッグス名古屋               |
| 4   | OP    | 宮浦健人           | 190cm | ウルフドッグス名古屋               |
| 5   | OH    | 大塚達宣           | 195cm | パワーバレー・ミラノ               |
| 6   | MB    | 山内晶大           | 204cm | 大阪ブルテオン                     |
| 7   | OH    | 新井雄大           | 188cm | 広島サンダーズ                     |
| 8   | S     | 関田誠大           | 175cm | サントリーサンバーズ大阪           |
| 9   | S     | 大宅真樹           | 177cm | 日本製鉄堺ブレイザーズ             |
| 10  | MB    | 髙橋健太郎         | 201cm | ジェイテクトSTINGS愛知             |
| 11  | OH    | 富田将馬           | 190cm | 大阪ブルテオン                     |
| 12  | OH    | 髙橋藍             | 188cm | サントリーサンバーズ大阪           |
| 13  | L     | 小川智大           | 176cm | サントリーサンバーズ大阪           |
| 14  | OH    | 石川祐希           | 192cm | シル・スーサ・ヴィム・ペルージャ   |
| 15  | OH    | 甲斐優斗           | 200cm | 専修大学4年                        |
| 16  | MB    | 村山豪             | 192cm | 東京グレートベアーズ               |
| 17  | MB    | 西本圭吾           | 189cm | 広島サンダーズ                     |
| 18  | OP    | 西山大翔           | 193cm | 大阪ブルテオン                     |
| 19  | L     | 高橋和幸           | 170cm | ジェイテクトSTINGS愛知             |
| 20  | L     | 山本智大           | 171cm | 大阪ブルテオン                     |
| 21  | S     | 永露元稀           | 192cm | 広島サンダーズ                     |
| 22  | L     | 藤中颯志           | 178cm | サントリーサンバーズ大阪           |
| 23  | MB    | エバデダン・ラリー | 195cm | 大阪ブルテオン                     |
| 24  | OP    | 高橋慶帆           | 194cm | 法政大学4年                        |
| 25  | S     | 下川諒             | 178cm | サントリーサンバーズ大阪           |
| 26  | OH    | 山崎彰都           | 190cm | ウルフドッグス名古屋               |
| 27  | OH    | 垂水優芽           | 187cm | チステルナ・バレー                 |
| 28  | MB    | 麻野堅斗           | 206cm | 早稲田大学3年                      |
| 29  | MB    | 三輪大将           | 192cm | 広島サンダーズ                     |
| 30  | MB    | 西川馨太郎         | 195cm | 大阪ブルテオン                     |
| 31  | S     | 今橋祐希           | 182cm | 東京グレートベアーズ               |
| 32  | MB    | 佐藤駿一郎         | 205cm | ウルフドッグス名古屋               |
| 33  | L     | 髙木啓士郎         | 171cm | 広島サンダーズ                     |
| 34  | OH    | 後藤陸翔           | 187cm | 東京グレートベアーズ               |
| 35  | OH    | 工藤有史           | 190cm | VC長野トライデンツ                 |
| 36  | OH    | 水町泰杜           | 181cm | ウルフドッグス名古屋               |
| 37  | MB    | 伊藤吏玖           | 195cm | 東京グレートベアーズ               |
| 38  | OP/OH | 山田大貴           | 191cm | 東レアローズ静岡                   |
| 39  | OP/OH | 牧大晃             | 210cm | 筑波大学4年                        |
| 40  | S     | 竹松魁柊           | 185cm | 国士舘大学2年                      |
| 41  | OH    | 川野琢磨           | 197cm | 早稲田大学1年                      |
| 42  | L     | 森愛樹             | 170cm | 日本製鉄堺ブレイザーズ             |
| 43  | OH    | 安井恒介           | 189cm | 日本製鉄堺ブレイザーズ             |
|     | S     | 山本龍             | 185cm | ジョイエッラ・プリズマ・ターラント |

## 歴代の監督一覧
| 名前               | 国籍               | 就任時の所属   | 在任期間                       |
| ------------------ | ------------------ | -------------- | ------------------------------ |
| 多田徳雄注1        | 日本の旗           |                | 1923年、1925年、1927年、1930年 |
| 前田豊注2          | 日本の旗           |                | 1954年                         |
| 長崎重芳注3        | 日本の旗           |                | 1955年、1958年、1960年、1962年 |
| 和田助則注4        | 日本の旗           |                | 1955年                         |
| 坂上光男注5        | 日本の旗           | 中京女子大学   | 1957年、1958年、1961 - 1964年  |
| 松平康隆           | 日本の旗           | NKK            | 1965 - 1972年                  |
| 小山勉             | 日本の旗           | 富士フイルム   | 1973 - 1976年                  |
| 中村祐造           | 日本の旗           | 新日鐵         | 1977 - 1980年                  |
| 中野尚弘           | 日本の旗           | 長崎中野蒲鉾店 | 1980 - 1984年                  |
| 斎藤勝             | 日本の旗           | 東海大学       | 1984 - 1986年                  |
| 小山勉 (再)        | 日本の旗           | 富士フイルム   | 1986 - 1988年                  |
| 南将之             | 日本の旗           | 旭化成         | 1989 - 1990年                  |
| 大古誠司           | 日本の旗           | サントリー     | 1991 - 1995年                  |
| 辻合真一郎         | 日本の旗           | 新日鐵         | 1996年                         |
| 寺廻太             | 日本の旗           | NEC            | 1997 - 2000年                  |
| 田中幹保           | 日本の旗           | 堺ブレイザーズ | 2001 - 2004年                  |
| 植田辰哉注6        | 日本の旗           | 新日鐵         | 2005 - 2013年                  |
| ゲーリー・サトウ   | アメリカ合衆国の旗 | アメリカ合衆国 | 2013 - 2014年                  |
| 南部正司           | 日本の旗           | パナソニック   | 2014 - 2016年                  |
| 中垣内祐一注7      | 日本の旗           | 堺ブレイザーズ | 2017 - 2021年                  |
| フィリップ・ブラン | フランスの旗       | 日本代表コーチ | 2021年 - 2024年                |
| ロラン・ティリ     | フランスの旗       | 大阪ブルテオン | 2025年 -                       |

注 戦前は単発的にあった極東選手権競技大会と、日満華競技大会などが開催された時のみ全日本チームが結成された。1923年以前の極東選手権に参加したバレーボールチームは、YMCAのメンバーに陸上競技などの選手を借りてきて編成した。
注1 1923年、1925年、1927年極東選手権競技大会（神戸高商単独チーム、23、25年は12人制、27年以降は9人制）、1930年極東選手権（神戸高商+広島二中OB）
注2 1954年香港遠征（9人制）
注3 1955年アジア選手権（9人制）、1958年東京アジア競技大会（6人制）、1960年世界選手権（6人制）、1962年アジア競技大会（6人制、9人制）
注4 1955年アジア選手権（6人制）
注5 1957年モスクワ世界青年友好大会（6人制）、1958年東京アジア競技大会（9人制）、1961年ヨーロッパ遠征（6人制）、1962年-1964年（6人制）
注6 2012年に協会に辞表提出するも受理されず、2013年3月末までの契約期間中は補佐的な立場で残ることとなった。2013年バレーボール・ワールドリーグ予選（2012年9月）では、コーチ職だった諸隈直樹（所属：キャリアスポーツ）が監督代行となった。
注7 2017年の初めは、コーチ職のフィリップ・ブランが監督代行。

## 歴代の主な主将
※は後に全日本男子監督に就任
1960-1970年代
丸谷統男、出町豊、小山勉※、池田尚弘※、南将之※、中村祐造※、猫田勝敏、嶋岡健治
1980年代
田中幹保※、山田修司、杉本公雄、川合俊一
1990年代
米山一朋、植田辰哉※、松田明彦、中垣内祐一※、荻野正二、竹内実
2000年代
泉川正幸、加藤陽一、小林敦、荻野正二 (再)、宇佐美大輔注1
2010年代
山村宏太注2、越川優、阿部裕太注3、清水邦広注3、深津英臣、柳田将洋
2020年代
石川祐希注4
注1 2010年世界選手権では、両足首手術のため不参加だった宇佐美の代わりに、山村が主将を務めた。
注2 2013年グラチャンバレーの第4戦（イタリア戦）では、山村がベンチメンバー12人から外れたため、越川がキャプテンマークが付いた17番のユニフォームで試合に臨んだ。
注3 2015年のワールドリーグ等で阿部がベンチメンバーから外れた際は、清水がキャプテンマークが付いた1番のユニフォームで試合に臨んだ。その後、2015年のワールドカップより、正式に阿部から清水にキャプテンを引き継いだ。
注4 東京チャレンジ2021では、不参加の石川に代わって、小野寺太志が主将を務めた。
注5 2022年バレーボールネーションズリーグでは、左足首負傷で欠場の石川に変わって、山内晶大が主将を務めた。

## 脚註

### 注
1. ↑  当時、全日本のスターティングメンバーの平均身長は約190cmで、大会最長身だった[6]。[7]の考察によると、全日本男子チームの平均身長は、1963年＝181.6 cm、1968年＝187 cm、1976年＝189.5 cm、2007年＝192 cm。
2. ↑  女子よりも大きいサイズ。
3. ↑  熊本地震の発生後の2016年のリオ五輪世界最終予選でも女子と共にユニフォームに同様の対応をした。

## 関連書籍
- 『復活 all for victory 全日本男子バレーボールチームの挑戦』 市川忍 角川グループパブリッシング (2008/4/2)